# Старковська (Архангельська область)
Старковська (рос. Старковская) — присілок в Верхньотоємському районі Архангельської області Російської Федерації.
Населення становить 0 осіб. Входить до складу муніципального утворення Верхньотоємський муніципальний округ.

## Історія
До 1 червня 2021 року входило до складу муніципального утворення Двинське муніципальне утворення.

## Населення
| 2010 | 2012 |
| ---- | ---- |
| 0    | →0   |